# Манченковский поселковый совет (Харьковская область)
Манченко́вский поселко́вый сове́т — входит в состав Харьковского района Харьковской области Украины.
Административный центр поселкового совета находится в пгт Манченки.

## История
- 1920 — дата образования.

## Населённые пункты совета
- пгт Манченки́
- посёлок Барчаны
- село Оре́хово
- село Гурино
- село Мищенки
- село Нестере́нки
- посёлок Санжа́ры
- посёлок Спартасы
- посёлок Травневое
- посёлок Уда́рное

### Ликвидированные населённые пункты
- село Яроши